# Tinamou de Berlepsch
Crypturellus berlepschi
Espèce
Statut de conservation UICN

 LC  : Préoccupation mineure
Le Tinamou de Berlepsch (Crypturellus berlepschi) est une espèce d'oiseaux appartenant à la famille des Tinamidae.
Le nom de l'espèce commémore Hans von Berlepsch (1850-1915).

## Taxinomie
Un nom espagnol alternatif de cet oiseau est : Tinamú Tizón « tinamou cendré ».

## Répartition
Cet oiseau vit dans la région du Chocó (Colombie et Équateur).